# Spencer Turrin
Spencer Alf Turrin (Maitland, 29 de agosto de 1991) es un deportista australiano que compite en remo.
Participó en tres Juegos Olímpicos de Verano, obteniendo una medalla de oro en Tokio 2020, en la prueba de cuatro sin timonel, el sexto lugar en Río de Janeiro 2016 (dos sin timonel) y el sexto en París 2024 (ocho con timonel).
Ganó seis medallas en el Campeonato Mundial de Remo entre los años 2013 y 2022.
En 2022 fue condecorado con la Medalla de la Orden de Australia (OAM).

## Palmarés internacional
| Juegos Olímpicos   | Juegos Olímpicos          | Juegos Olímpicos  | Juegos Olímpicos   |
| Año                | Lugar                     | Medalla           | Prueba             |
| ------------------ | ------------------------- | ----------------- | ------------------ |
| 2020               | Tokio (Japón)             | Medalla de oro    | Cuatro sin timonel |
| Campeonato Mundial |                           |                   |                    |
| Año                | Lugar                     | Medalla           | Prueba             |
| 2013               | Chungju (Corea del Sur)   | Medalla de plata  | Cuatro sin timonel |
| 2014               | Ámsterdam (Países Bajos)  | Medalla de bronce | Cuatro sin timonel |
| 2015               | Aiguebelette (Francia)    | Medalla de plata  | Cuatro sin timonel |
| 2017               | Sarasota (Estados Unidos) | Medalla de oro    | Cuatro sin timonel |
| 2018               | Plovdiv (Bulgaria)        | Medalla de oro    | Cuatro sin timonel |
| 2022               | Račice (República Checa)  | Medalla de plata  | Cuatro sin timonel |